# ハリーナ・セブロク
ハリーナ・シルヴェストリヴナ・セブロク（ウクライナ語: Галина Сильвестровна Севрук、発音 [ɦɐˈlɪnɐ sɪlʲˈwestriwnɐ sewˈrʊk], 1929年5月18日 - 2022年2月13日）はウズベク・ソビエト社会主義共和国生まれの彫刻家、陶芸家、装飾芸術家。キーウで美術を学び、ソビエト時代から陶器とモザイクの作品で著名な作家は、ウクライナ史と文化関連の主題をしばしば組み込んだ。1950-1960年代にあった知識人の反体制運動「shestydesiatnyky」（Sixtiers）（英語）に参加。
タラス・シェフチェンコを主題にするように託されたステンドグラス作品『シェフチェンコの母』（1964年制作）は共産主義体制に反すると批判されて発注者に壊された。この件で芸術家連合の会員資格を剥奪されても公開書簡「139人の手紙」（1968年）に署名するなど主義を曲げないまま、展示活動を封じられた時期を経る。個展は1980年代半ばに初めて開き、芸術家連合の資格回復を得てウクライナの名誉ある芸術家章を受けている（2005年）。2022年2月13日にキーウで亡くなった。92歳であった。かつて破却された国立キーウ大学のステンドグラスは、建学150周年の記念にタラス・シェフチェンコ館のロビーに復元・設置されている。

## 幼少期から青年時代
1929年5月18日、ウズベキスタンのサマルカンド生まれ。両親は強制移住の末、1920年からサマルカンドに滞在しておりポーランド系の父シルベスター・マルティノヴィチ・セブロク（Sylvestr Martynovych Sevruk）は建築家。母のイリィナ・ドミトリウナ（Iryna Dmytrivna 旧姓 Hryhorovych-Barska）はウクライナ人で著名な建築家と血縁関係にあった。一家は娘が生まれた翌年にウクライナ北東部最大の都市ハルキウに移り、1944年に再び移転してキーウ市に住まいを定めた。

## 経歴
芸術活動を目指すセブロクの道のりは画家のフリホリー・スヴィトリツキー（ウクライナ語）から絵画を学んだことに始まる。後年、その当時を懐かしんで、あの経験があったからこそ「ほんものの芸術家」になりたいと心に決めたと述べた。
1947年から1949年までキーウのセフチェンコ美学校に通い、国立キエフ芸術研究所に進み卒業した（1952年-1959年）。在学中にシカゴ美術館の教員だったヴィクトル・プジルコフほか著名な芸術家に指導を受けたものの、後年、自らが芸術に求めるものと一致しなかったと述べている。
1960年代には芸術基金の建築物装飾担当として働くと、ウクライナの芸術や歴史、言語や文学の要素を作品に取り入れる感覚を研ぎすます。
芸術監督レス・タニュク（英語）が設立した若手芸術家クラブ（キーウ）は5部に分かれ、文筆、美術、音楽、映像作品、劇場で構成された。ジャズバンド『Second Ukrainian Theater』も傘下にありキエフ大学（当時）の在校生も多かった。セブロクはここで志を同じくする芸術家に出会い、自らの発想を支持する仲間を見つける。『森の歌』（1963年）を完成させると、一連のモザイク作品の制作が始まる。別のモザイクは『百合』（1964年）と題された。
同年、陶器も表現手法に取り入れると、やがて著名な作品を生み出すに至る。記念碑的な陶芸作品を制作し、『黒海ホテル』（オデッサ Chorne More Hotel）や『フミリヌィーク労働組合療養所』などは同名の施設に設置された。

## ステンドグラス作品『シェフチェンコの母』
作品のうち、1964年制作の委嘱ステンドグラス作品『シェフチェンコの母』は若手芸術家クラブの仲間でもあるアッラ・オレクサンドリナ・ホルスカ（英語）、オパナス・ザリヴァハ、リュドミラ・ミコラーイヴナ・セミキナ（英語）、ハリーナ・オレクサンドリヴナ・ズブチェンコ（英語）と共同製作した。完成後に委員会の検査にかけると反イデオロギー的と判定されたため、注文主の大学行政部門によって破却された。これにより前者2名は芸術家連合の会員資格をいったん剥奪されながら、1年後に地位を回復した。同作品は下絵が現存、国立キーウ大学建学150周年を記念し、タラス・シェフチェンコ館の赤い建物のロビーに復元・設置された。

### ペン画
1960年代後半にペン画を描き始めると、詩集の挿絵を手がけた中にフェデリコ・ガルシア・ロルカ原作の翻訳版がある。1968年には知識人の公開書簡「139人の手紙」（Letter of 139）に署名し非スターリン化の方針逆転や芸術家仲間の一部の迫害に抗議した。ところが訴追されると連名の9人は「告白」して罰を避け、「シェフチェンコの母」を共に製作したセブロクとホルスカ、セミキナはウクライナ芸術家連合（英語）から除名処分を受ける。セブロクはアトリエを閉鎖され、美術館も画廊も展示施設もセブロクの作品に触れようとしなくなり、展覧会の開催も数年にわたってできなくなった。同連合への登録復帰は、20年以上を経た1989年であった。

## 陶芸作家として

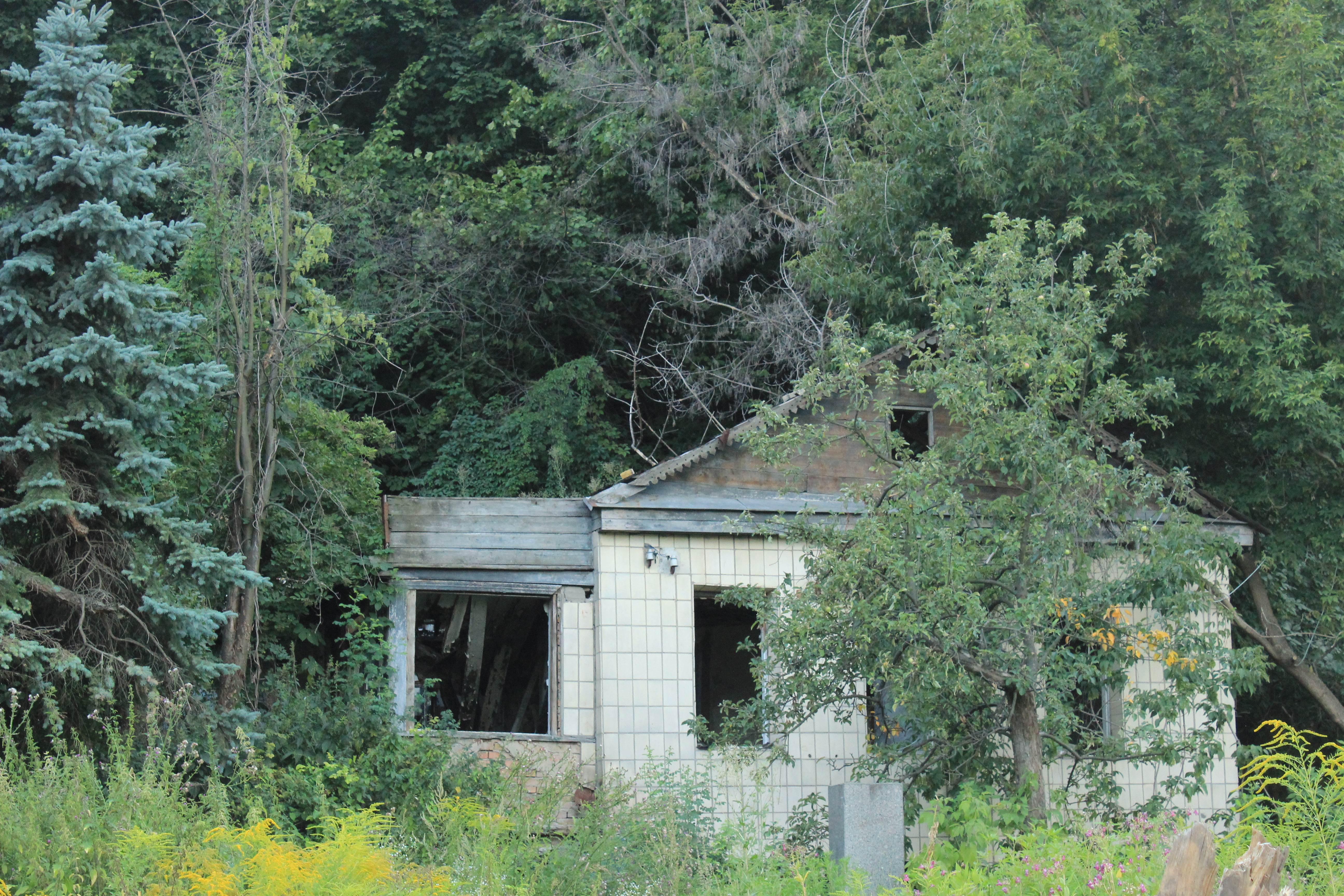
美学校講師G・P・スヴィトリツキーの旧宅（1898年-1948年）。

1970年代、セブロクは陶器作品にさまざまな素材の組み合わせを試して、主題は以前のとおり民俗文化やおとぎ話から得た。絵画作品の多くは新しい芸術手法を採り入れ、自らが属する知識人層の人々に捧げた。『生命の木』（1970年）という作品は、鉄筋コンクリートを素材とする記念碑的な石碑である。これは公共美術品の美的基準を満たさないとして破却された。
政治的立場を曲げなかったために作品の展示を許されない年月が重なった末、初の個展は1984年を待つことになった。会場は恩師の旧居フリホリ・ペトロヴィチ・スヴィトリツキー邸美術館であった。2回目の個展は1987年にポジール美術館で開催した。

## 主な作品
以下、丸カッコ内の題名は原題を示す。いずれも日本語題名は仮訳。アンドレイ・シェプティツキー芸術受賞作は現在、60年代派美術館（Музей шістдесятництва、キーウ）に展示されている。

### 主な陶芸作品
- 『森の歌』1963年（Лісова пісня）
- パネル『百合』1964年（Лілея）
- 『ヤロスラヴナの嘆き』1964年（Плач Ярославни）
- 『チュマック』1964年（Чумак）
- 『ラーダ』（春の女神ラーダ（英語））1968年（Лада）
- 『サミュエル・コシュカの籠』1969年（Кошовий Самійло Кішка）
- 『軍を率いるボフダン・フメリニツキー』1969年（Богдан Хмельницький з військом）
- 『コサック–農奴』1969年（Козак-Нетяга）
- 『警備するコサック』1969年（Козак на варті）
- 『プレルスニークと人魚姫』1970年（Прелесник та русалочка）
- 『マフカとルカシュ』1970年（Мавка та Лукаш）
- 『右』（Десна）1980年
- 『イヴァン・マゼーパ』1990年代（Іван Мазепа）
- 『祈り』1994年（Молитва）
- 『コサックママイ」1994年
- 『草原のコサック石像』2001年（Козак Мамай）

### ペン画
以下の著作に挿絵として採用された。
- 『ザポリージャのオーク樫』キーウ：芸術社、1971年、写真集。（Запорізький дуб）
- 『古代の石の彫刻』キーウ：芸術社、1972年、写真集。（Давня кам'яна скульптура）
- Goncharenko Maria. 『構造I』リヴィウ：スポロム社、2001年、詩集。（Структури Я）

## 書籍
- Богдан Мисюга （ボダン・ミシュガ）Галина Севрук : Альбом-Монографія. Kyïv: Смолоскип (Smoloskyp).（仮訳：ハリーナ・セブロク『アルバム・モノグラフ』キーウ：スモーロスクイプ社） ISBN 9789662164244, 9789661676236, 9662164243, 9661676232、OCLC 759905486。（Mysi︠u︡ha B. Halyna Sevruk. Nat︠s︡ionalʹnyĭ muzeĭ u Lʹvovi imeni Andrei︠a︡ Sheptyt︠s︡ʹkoho and Lʹvivsʹka nat︠s︡ionalʹna akademii︠a︡ mystet︠s︡tv. 2011. ）

## 賞と表彰
- 1994年　アンドレイ・シェプティツキー芸術賞（英語）。若手芸術家を顕彰する賞。ウクライナ美術を庇護した元ギリシャ正教ウクライナ府主教（1865年-1944年）に献名された賞[2]。
- 2005年　ウクライナ名誉ある芸術家章[要出典]

## 関連資料
- Nikolajeva, Marija. 2020. “What Is an Image Schema? Looking for an Answer in Latvian and Mandarin Chinese.” Valoda: Nozīme Un Forma / Language: Meaning and Form ISSN 2255-9256, pp.142–58. doi:10.22364/vnf.11.09.